# Becker County
Das Becker County ist ein County im US-amerikanischen Bundesstaat Minnesota. Im Jahr 2020 hatte das County 35.183 Einwohner und eine Bevölkerungsdichte von 10,4 Einwohnern pro Quadratkilometer. Der Verwaltungssitz (County Seat) ist Detroit Lakes, das nach seiner Lage am Detroit Lake benannt wurde.

## Geografie
Das County liegt im mittleren Nordwesten von Minnesota und ist im Westen etwa 45 km von North Dakota entfernt. Es hat eine Fläche von 3743 Quadratkilometern, wovon 349 Quadratkilometer Wasserfläche sind.
Das County wird vom Otter Tail River durchflossen, einem der beiden Quellflüsse des Red River of the North.
An das Becker County grenzen folgende Nachbarcountys:
| Norman County | Mahnomen County   | Clearwater County |
| Clay County   |                   | Hubbard County    |
|               | Otter Tail County | Wadena County     |

## Geschichte
Das Becker County wurde am 18. März 1858 aus Teilen des Cass County gebildet. Benannt wurde es nach dem Juristen und Politiker George Loomis Becker, einem Kommissar der Eisenbahn.
Sieben Orte im County sind im National Register of Historic Places eingetragen (Stand 28. Januar 2018).

## Demografische Daten
Nach der Volkszählung im Jahr 2010 lebten im Becker County 32.504 Menschen in 13.458 Haushalten. Die Bevölkerungsdichte betrug 9,6 Einwohner pro Quadratkilometer. In den 13.458 Haushalten lebten statistisch je 2,38 Personen.
Ethnisch betrachtet setzte sich die Bevölkerung zusammen aus 88,4 Prozent Weißen, 0,6 Prozent Afroamerikanern, 7,6 Prozent amerikanischen Ureinwohnern, 0,4 Prozent Asiaten sowie aus anderen ethnischen Gruppen; 3,0 Prozent stammten von zwei oder mehr Ethnien ab. Unabhängig von der ethnischen Zugehörigkeit waren 1,4 Prozent der Bevölkerung spanischer oder lateinamerikanischer Abstammung.
24,3 Prozent der Bevölkerung waren unter 18 Jahre alt, 58,0 Prozent waren zwischen 18 und 64 und 17,7 Prozent waren 65 Jahre oder älter. 49,7 Prozent der Bevölkerung war weiblich.

Das jährliche Durchschnittseinkommen eines Haushalts lag bei 47.959 USD. Das Pro-Kopf-Einkommen betrug 25.233 USD. 11,5 Prozent der Einwohner lebten unterhalb der Armutsgrenze.

## Ortschaften im Becker County
Citys
| - Audubon - Callaway - Detroit Lakes - Frazee | - Lake Park - Ogema - Wolf Lake |

Census-designated places (CDP)
- Elbow Lake1
- Osage
- Pine Point
- White Earth

Andere Unincorporated Communities
| - Midway - Oak Lake - Ponsford | - Richwood - Rochert - Snellman |

1 – teilweise im Clearwater County

## Gliederung
Das Becker County ist neben den sieben Citys in 37 Townships eingeteilt:
| Township              | Einwohner (2010) | FIPS     |
| --------------------- | ---------------- | -------- |
| Atlanta Township      | 119              | 27-02674 |
| Audubon Township      | 548              | 27-02746 |
| Burlington Township   | 1545             | 27-08686 |
| Callaway Township     | 287              | 27-09298 |
| Carsonville Township  | 220              | 27-10126 |
| Cormorant Township    | 1039             | 27-13294 |
| Cuba Township         | 277              | 27-14230 |
| Detroit Township      | 2033             | 27-15814 |
| Eagle View Township   | 131              | 27-17455 |
| Erie Township         | 1642             | 27-19646 |
| Evergreen Township    | 340              | 27-20006 |
| Forest Township       | 77               | 27-21671 |
| Green Valley Township | 376              | 27-25820 |

| Township                | Einwohner (2010) | FIPS     |
| ----------------------- | ---------------- | -------- |
| Hamden Township         | 206              | 27-26684 |
| Height of Land Township | 673              | 27-28250 |
| Holmesville Township    | 505              | 27-29816 |
| Lake Eunice Township    | 1538             | 27-34298 |
| Lake Park Township      | 481              | 27-34802 |
| Lake View Township      | 1685             | 27-35144 |
| Maple Grove Township    | 455              | 27-40130 |
| Osage Township          | 895              | 27-48778 |
| Pine Point Township     | 400              | 27-51244 |
| Riceville Township      | 83               | 27-54142 |
| Richwood Township       | 662              | 27-54376 |
| Round Lake Township     | 183              | 27-56050 |
| Runeberg Township       | 486              | 27-56248 |

| Township              | Einwohner (2010) | FIPS     |
| --------------------- | ---------------- | -------- |
| Savannah Township     | 163              | 27-58756 |
| Shell Lake Township   | 293              | 27-59512 |
| Silver Leaf Township  | 534              | 27-60430 |
| Spring Creek Township | 114              | 27-61762 |
| Spruce Grove Township | 405              | 27-62212 |
| Sugar Bush Township   | 504              | 27-63256 |
| Toad Lake Township    | 539              | 27-65002 |
| Two Inlets Township   | 213              | 27-66010 |
| Walworth Township     | 87               | 27-67954 |
| White Earth Township  | 828              | 27-70024 |
| Wolf Lake Township    | 242              | 27-71356 |